# Savannah (Missouri)
Savannah ist eine Stadt und Verwaltungssitz des Andrew County im Nordwesten des US-amerikanischen Bundesstaates Missouri. Das U.S. Census Bureau hat bei der Volkszählung 2020 eine Einwohnerzahl von 5069 ermittelt.
Savannah ist Bestandteil der Metropolregion um die Stadt Saint Joseph.

## Geografie
Savannah liegt auf 39°56'28" nördlicher Breite und 94°49'51" westlicher Länge und erstreckt sich über 8,1 km², die ausschließlich aus Landfläche bestehen.
Savannah liegt im nördlichen Vorortbereich von Saint Joseph und wenige Kilometer nordöstlich des Missouri River, der die Grenze zu Kansas bildet.
Nachbarorte sind Amazonia (9,6 km südwestlich), Saint Joseph (27 km südlich), Cosby (23,7 km südöstlich), Rochester (17,6 km ostsüdöstlich), Union Star (24,8 km ostnordöstlich), Rosendale (14,8 km nördlich) und Fillmore (19,6 km nordwestlich).
Die nächstgelegenen größeren Städte sind Kansas City (103 km südlich), Kansas’ Hauptstadt Topeka (164 km südwestlich), Nebraskas Hauptstadt Lincoln (217 km nordwestlich), Nebraskas größte Stadt Omaha (205 km nordnordöstlich), Iowas Hauptstadt Des Moines (281 km nordöstlich), Quincy in Illinois (350 km östlich) und Missouris Hauptstadt Jefferson City (363 km südöstlich).

## Demografische Daten
Nach der Volkszählung im Jahr 2010 lebten in Savannah 5057 Menschen in 2056 Haushalten. Die Bevölkerungsdichte betrug 624,3 Einwohner pro Quadratkilometer.
Ethnisch betrachtet setzte sich die Bevölkerung zusammen aus 97,7 Prozent Weißen, 0,4 Prozent Afroamerikanern, 0,3 Prozent amerikanischen Ureinwohnern, 0,5 Prozent Asiaten sowie aus anderen ethnischen Gruppen; 0,8 Prozent stammten von zwei oder mehr Ethnien ab. Unabhängig von der ethnischen Zugehörigkeit waren 1,6 Prozent der Bevölkerung spanischer oder lateinamerikanischer Abstammung.
In den 2056 Haushalten lebten statistisch je 2,36 Personen.
25,7 Prozent der Bevölkerung waren unter 18 Jahre alt, 55,2 Prozent waren zwischen 18 und 64 und 19,1 Prozent waren 65 Jahre oder älter. 54,6 Prozent der Bevölkerung war weiblich.

Das jährliche Durchschnittseinkommen eines Haushalts lag bei 37.054 USD. Das Prokopfeinkommen betrug 19.633 USD. 9,3 Prozent der Einwohner lebten unterhalb der Armutsgrenze.

## Bekannte Bewohner
- Andrew J. Harlan (1815–1907) – Abgeordneter des US - Repräsentantenhauses (1849–1851, 1853–1855) – lebte lange in Savannah
- Joseph Toole (1851–1929) – vierter Gouverneur von Montana (1889–1893) – geboren in Savannah